# Лядорудзек
Лядорудзек (пол. Ladorudzek) — село в Польщі, у гміні Ґжеґожев Кольського повіту Великопольського воєводства.
Населення — 150 осіб (2011).
У 1975-1998 роках село належало до Конінського воєводства.

## Демографія
Демографічна структура станом на 31 березня 2011 року:
|          | Загалом | Допрацездатний вік | Працездатний вік | Постпрацездатний вік |
| -------- | ------- | ------------------ | ---------------- | -------------------- |
| Чоловіки | 77      | 19                 | 50               | 8                    |
| Жінки    | 73      | 16                 | 37               | 20                   |
| Разом    | 150     | 35                 | 87               | 28                   |